# 129

## Родени
- Гален, гръцки лекар и анатом